# Daniel Duncan McKenzie
Pour les articles homonymes, voir Daniel McKenzie et McKenzie.
Daniel Duncan McKenzie (8 janvier 1859-8 juin 1927) est un homme politique canadien de la Nouvelle-Écosse. Il est député fédéral libéral de la circonscription néo-écossaise de Cap-Breton-Victoria-Nord de 1904 à 1906 et de 1908 à 1923. Il est ministre dans le cabinet du premier ministre Mackenzie King.
Il est également député provincial et siège à l'Assemblée législative de la Nouvelle-Écosse dès 1900 et est réélu en 1901.

## Biographie
Né à Lake Ainslie dans l'île du Cap-Breton en Nouvelle-Écosse, McKenzie est le fils de Duncan McKenzie et Jessie McMillan. Il étudie dans les écoles publiques et à la Sydney Academy. Il devient avocat et pratique dans le secteur de North Sydney en Nouvelle-Écosse. Ensuite, il sert comme Commissaire scolaire au conseil scolaire du Cap Breton et est élu à dix reprises au conseil municipal de North Sydney. Il sert également comme maire de la ville pendant 5 ans. 

## Politique fédérale
Élu député libéral de Cap-Breton-Victoria-Nord pour la première fois lors de l'élection fédérale de 1904 et entrant à la Chambre des communes du Canada, il démissionne en 1906 alors qu'il est nommé juge du district no. 7 de la cour du comté de la Nouvelle-Écosse. Prenant sa retraite de la magistrature en 1908, il revient en politique à la faveur de l'élection de 1908. Il est par la suite réélu en 1911, 1917 et en 1921.
Suivant le décès de l'ancien premier ministre Wilfrid Laurier, il sert comme chef intérimaire du Parti libéral du Canada de février à août 1919. Simultanément, il occupait alors le poste de chef de l'opposition officielle aux Communes. Cédant la chefferie au nouveau chef Mackenzie King, vainqueur de la première course à la chefferie libérale (en), McKenzie était lui même candidat durant cette course et termine en quatrième et dernière position. 
À la suite de la victoire de King, McKenzie sert brièvement comme solliciteur général du Canada dans son cabinet de décembre 1921 à avril 1923.
Il démissionne comme ministre et député en 1923 afin d'accepter un poste de juge puiné à la cour suprême de la Nouvelle-Écosse. Il sert à cette cour jusqu'à son décès à Halifax à l'âge de 68 ans.